# Вайт, Эве
Эве Вайт (эст. Eve Vait; в браке — Пихлакас (эст. Pihlakas); 12 января 1965, Таллин) — советская биатлонистка, двукратный призёр чемпионата СССР (1983), мастер спорта СССР (1983).

## Биография
Выпускница школы № 10 г. Таллина. С семи лет занималась спортом, в том числе лёгкой атлетикой и лыжными гонками. первый тренер — Лотте Моор. С 1980 года занималась биатлоном, тренировалась в спортивном клубе Ленинского района Таллина у тренеров Айты и Тыну Пяясуке.
В 1979—1980 годах была неоднократной чемпионкой и призёром первенства Эстонской ССР в лёгкой атлетике, в беге на короткие и средние дистанции в своей возрастной категории. В 1981 году стала вице-чемпионкой республики среди девушек в лыжной эстафете.
На чемпионате Эстонской ССР по биатлону 1983 года стала третьей в спринте. В том же году на чемпионате республики по летнему биатлону завоевала бронзовые медали в спринте и золотые — в эстафете.
На чемпионате СССР 1983 года стала двукратным бронзовым призёром — в индивидуальной гонке и в эстафете в составе сборной Эстонской ССР.
В середине 1980-х годов завершила спортивную карьеру. В 1985 году вышла замуж. Окончила Эстонский университет естественных наук (Тарту, 1989), по специальности агроном. Работает флористом, член Эстонского союза садоводов. Принимает участие в ветеранских соревнованиях, в том числе в Тартуском лыжном марафоне.